# Ortrand
Ortrand (hornolužickosrbsky Wótrań) je obec v německé spolkové zemi Braniborsko. Nachází se v zemském okrese Horní Sprévský les-Lužice a má přibližně 2 000 obyvatel.

## Historie
První písemná zmínka o městě pochází z roku 1238, kdy je uváděno jako oppidum Ortrant. Založeno bylo patrně na konci 12. století. Mezi lety 1815 a 1947 bylo město součástí provincie Sasko, roku 1947 připadlo k Sasku-Anhaltsku a mezi lety 1952 a 1993 náleželo k senftenberskému okresu v okrsku Chotěbuz. Od obnovení spolkových zemí v bývalé NDR roku 1990 se Ortrand nachází v Braniborsku.

## Přírodní poměry
Ortrand leží na jihu Braniborska na braniborsko-saské hranici a zároveň na hranici Horní Lužice. Samotný Ortrand však k Horní Lužici nenáležel, zatímco jeho místní část Burkersdorf ano. Ortrandem protéká od východu na západ řeka Pulsnitz. Městem prochází železniční trať Großenhain–Chotěbuz, na které se nachází nádraží Ortrand, a západ území města lemuje spolková dálnice A13.

## Správní členění
Město Ortrand se dělí na dvě místní části:
- Ortrand
- Burkersdorf

## Osobnosti

### Rodáci
- Urban Gaubisch (1527–1612), nakladatel
- Balthasar Kademann (1533–1607), teolog
- Johann Michael Weiß (1648–1726), teolog
- Johann Gregor Fuchs (1650–1715), barokní stavitel
- Max Samst (1859–1932), herec a ředitel divadla
- Paul Lindau (1881–1945), sochař
- Bodo Martin Vogel (1900–1954), spisovatel
- Matthias Gretzschel (* 1957), teolog a publicista
- Lutz Heßlich (* 1959), dráhový cyklista, olympijský vítěz z let 1980 a 1988
- Gloria Siebertová (* 1964), atletka
- Jörg Junhold (* 1964), ředitel lipské zoo

### Osobnosti spojené s městem
- Caspar Ratzenberger (1533–1603), botanik
- Rudolph Friedrich von Wichmannshausen (1711–1792), teolog
- Christian Heinrich Schreyer (1751–1823), teolog
- Karl Heinrich Grumbach (1790–nach 1851), teolog
- Ingo Senftleben (* 1974), politik za CDU

## Pamětihodnosti
- evangelický městský kostel svaté Barbory
- katolický kostel svatého Jakuba